# Chondroscaphe atrilinguis
Chondroscaphe atrilinguis är en orkidéart som beskrevs av Robert Louis Dressler. Chondroscaphe atrilinguis ingår i släktet Chondroscaphe och familjen orkidéer. Inga underarter finns listade i Catalogue of Life.